# Imperial Oil
Imperial Oil Limited (фр. Compagnie Pétrolière Impériale Limitée) (TSX|IMO) (amex|IMO) головна нафтова компанія в Канаді, що спеціалізується на видобутку нафти і природного газу, переробці та продажу. холдингова компанія «Imperial Oil Limited» — ExxonMobil.
«Imperial Oil Limited» керує приблизно 25 % акцій Syncrude Canada Ltd. в Нафтоносні піски Атабаски недалеко Форт-МакМеррей, Альберта.

## Статистика
- Станом на р. 2011 — реалізація продукції $30,7 млрд,
- чистий прибуток $3,371 млрд,
- Усього Актив $25,429 млрд, й
- капітал $13,321 млрд.

Кількість працівників — 5 028.

## Історія
Нафтопереробні заводи в західному Онтаріо заснувала компанія Imperial Oil Limited у 1880 р. в місті Лондон, Онтаріо, де були знайдені нові джерела нафти в Канаді.
У 1898 р. американська компанія Standard Oil купила «Imperial Oil Limited».
Компанія називалася «Imperial Oil Limited» до 1959 р. У р. 1978 «Imperial Oil» почав займатися розподілом природні ресурси компанії «Esso Resources Canada Ltd».
У р. 1989 «Imperial Oil Limited» купила Канадська Операція Texaco.
У р. 2004, штаб-квартира компанія переїхала з Торонто до Калгарі.

## Виноски
1. Imperial Oil Limited [Архівовано 20 жовтня 2012 у Wayback Machine.] (англ.)
2.  (англ.)